# 马提尼塔
馬提尼塔（荷蘭語：Martinitoren）位於荷蘭格羅寧根。

## 历史
塔高97米，於1482年建成，是荷蘭第四高的教堂尖塔；塔內包含一個由260個台階組成的螺旋樓梯，塔內的鐘琴則有62個鐘。馬提尼塔被認為是格羅寧根省的主要旅遊景點之一，可欣賞城市和周邊地區的景色。